# 33606 Brandonmuncan
33606 Brandonmuncan è un asteroide della fascia principale. Scoperto nel 1999, presenta un'orbita caratterizzata da un semiasse maggiore pari a 2,7765189 UA e da un'eccentricità di 0,1373486, inclinata di 8,48601° rispetto all'eclittica.